# Магнолия звёздчатая
Магно́лия звёздчатая (лат. Magnolia stellata) — вид цветковых растений, входящий в род Магнолия (Magnolia) семейства Магнолиевые (Magnoliaceae).
Известен гибрид магнолии иволистной (Magnolia salicifolia) и магнолии звёздчатой — Magnolia proctoriana Rehd., отличающийся цветками с 6—12 долями и опушенными ростовыми почками.

## Распространение и экология
В природе ареал вида охватывает Японию (остров Хонсю).
Произрастает в сырых горных лесах.
|                                                                                          |
|                                                                                          |
|                                                                                          |
|                                                                                          |
| Листья; цветок; внутренняя часть цветка; раскрытый плод и семена с оранжевой саркотестой |

## Ботаническое описание
Листопадное дерево высотой до 4 м, часто растущее кустообразно, на родине с компактной шаровидной кроной. Побеги сначала шелковисто опушённые, затем голые.
Почки опушенные, длиной около 1 см, диаметром 0,3 см. Листья узкоэллиптические, реже узкояйцевидные, длиной около 10—12 см, шириной 3,4—4 см, на вершине постепенно заострённые или тупые, с клиновидным основанием, сверху тёмно-зелёные, голые, снизу по средней жилке редко прижато опушённые. Черешки длиной 3—10 мм.
Цветки снежно-белые, с приятным ароматом, диаметром 8—10 см; доли околоцветника одинаковые, в числе 12—18, лентообразные, длиной около 4—5 см, шириной 1 см, сперва горизонтально распростёртые, затем отворачивающиеся наружу.
Плод — цилиндрическая сборная листовка длиной 5—6 см, остроконечная, скрученная вследствие недоразвития отдельных листовок, зеленоватая, на освещенной стороне розово-красная.
Цветение в марте-апреле, задолго до появления листьев. Плодоношение в сентябре.

## Таксономия
Вид Магнолия звёздчатая входит в род Магнолия (Magnolia) подсемейства Магнолиевые (Magnolioideae) семейства Магнолиевые (Magnoliaceae) порядка Магнолиецветные (Magnoliales).
|  |                                      |  |                                                             |                                                             |                       |  | ещё 5 семейств (согласно Системе APG II) | ещё 5 семейств (согласно Системе APG II)               |                                                        |  |  |  | род Манглиетия | род Манглиетия          |  |  |
|  |                                      |  |                                                             |                                                             |                       |  | ещё 5 семейств (согласно Системе APG II) | ещё 5 семейств (согласно Системе APG II)               |                                                        |  |  |  | род Манглиетия | род Манглиетия          |  |  |
|  |                                      |  |                                                             | порядок Магнолиецветные                                     |                       |  |                                          |                                                        | подсемейство Магнолиевые                               |  |  |  |                | вид Магнолия звёздчатая |  |  |
|  |                                      |  |                                                             | порядок Магнолиецветные                                     |                       |  |                                          |                                                        | подсемейство Магнолиевые                               |  |  |  |                | вид Магнолия звёздчатая |  |  |
|  | отдел Цветковые, или Покрытосеменные |  |                                                             |                                                             | семейство Магнолиевые |  |                                          |                                                        | род Магнолия                                           |  |  |  |                |                         |  |  |
|  | отдел Цветковые, или Покрытосеменные |  |                                                             |                                                             |                       |  |                                          |                                                        |                                                        |  |  |  |                |                         |  |  |
|  |                                      |  | ещё 44 порядка цветковых растений (согласно Системе APG II) | ещё 44 порядка цветковых растений (согласно Системе APG II) |                       |  |                                          | подсемейство Liriodendroidae (согласно Системе APG II) | подсемейство Liriodendroidae (согласно Системе APG II) |  |  |  | ещё 239 видов  |                         |  |  |
|  |                                      |  |                                                             | ещё 44 порядка цветковых растений (согласно Системе APG II) |                       |  |                                          |                                                        | подсемейство Liriodendroidae (согласно Системе APG II) |  |  |  |                |                         |  |  |